# کیل دول هیل (کارولینای شمالی)
کیل دول هیل (به انگلیسی: Kill Devil Hills) شهری در ایالت کارولینای شمالی کشور ایالات متحده آمریکا است که جمعیت آن در سرشماری سال ۲۰۱۰ میلادی، ۶٬۶۸۳ نفر بوده‌است.

## نگارخانه

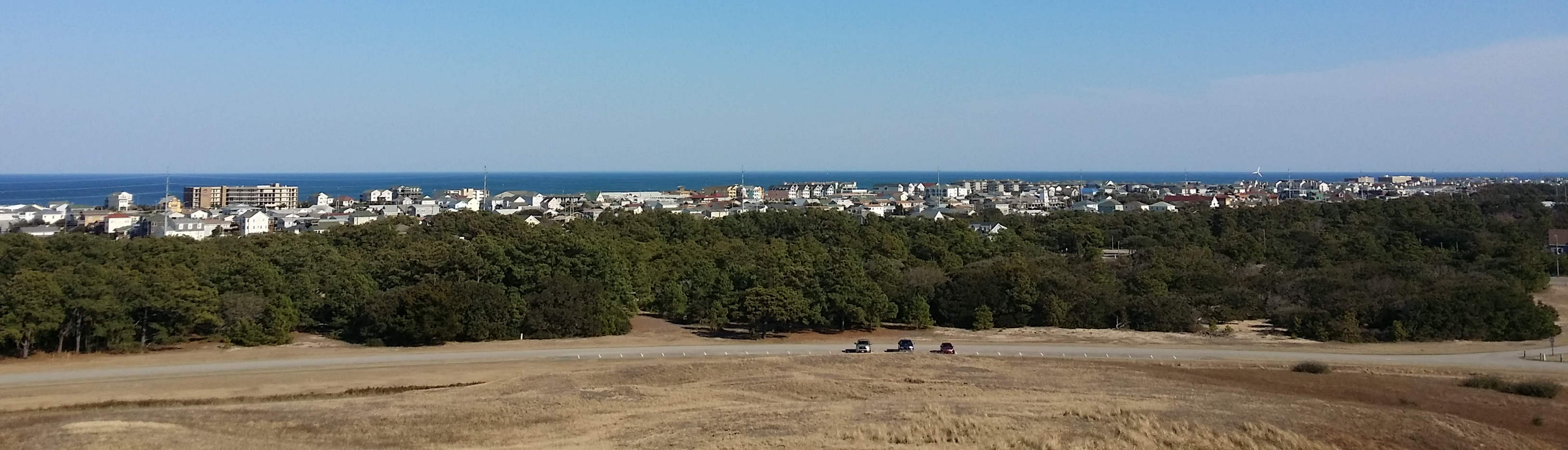
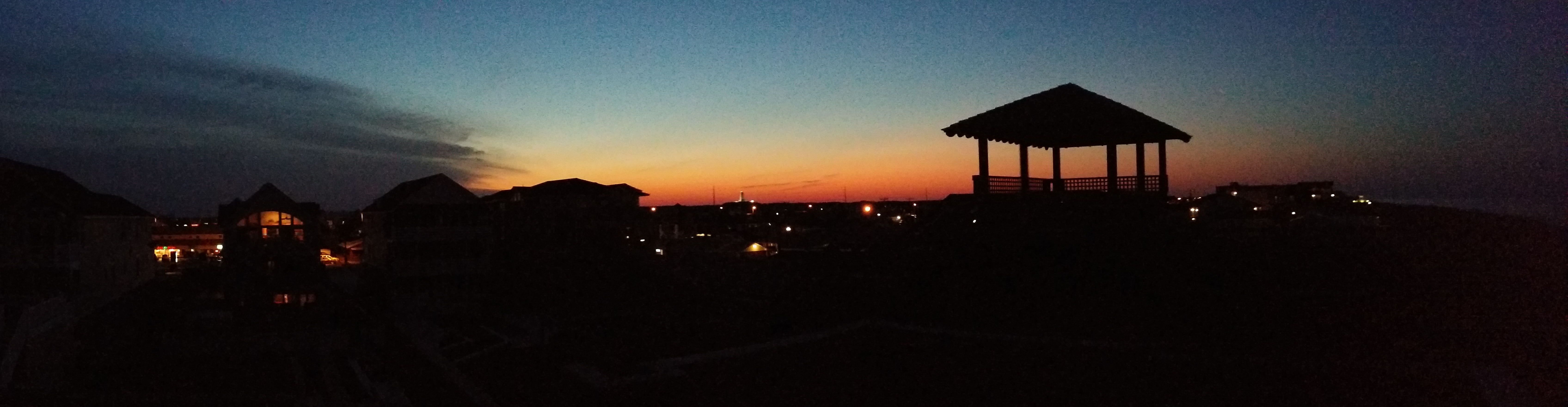